# Bayerisch Kohlhof
Bayerisch Kohlhof ist eine Siedlung im Nordwesten der saarländischen Gemeinde Kirkel im Saarpfalz-Kreis. Die Siedlung dient heute hauptsächlich zu Wohnzwecken. Sie wird auch als Höfchen bezeichnet.

## Geographie

### Lage
Die Siedlung Bayerisch Kohlhof ist der einzige Bereich von Limbach (Ortsteil der Gemeinde Kirkel), der sich nordwestlich der Bundesautobahn 6 befindet. Die Siedlung liegt auch nordöstlich der Bundesautobahn 8.
Der benachbarte Neunkircher Ortsteil Kohlhof wird zur Unterscheidung auch als Preußischer Kohlhof bezeichnet. Von 1816 bis 1919 verlief hier die Grenze zwischen dem Königreich Bayern und dem Königreich Preußen.

### Nachbarorte
Nachbarorte sind der zum Landkreis und zur Stadt Neunkirchen (Saar) gehörende, gleichnamige Ortsteil „Kohlhof“ sowie die zu Kirkel gehörenden Ortsteile Limbach und Kirkel-Neuhäusel. Im Südwesten befindet sich die im Kirkeler Wald gelegene Siedlung Eschweilerhof, die im Jahr 1974 zu Neunkirchen kam.

## Geschichte
Auf der Gemarkung traten eine Reihe vor- und frühgeschichtlicher Funde zutage. Die moderne Geschichte beginnt mit dem seit 1718 namentlich genannten Kohlhof, der zunächst eine zum benachbarten Forbacherhof (heute Gutshof Furpach) gehörende Annexe bildete. 1755 wurde die Grenze zwischen Nassau-Saarbrücken und Pfalz-Zweibrücken verändert, und der südöstlichste Teil der Furpacher Gemarkung gelangte im Rahmen eines Gebietsaustausches an Pfalz-Zweibrücken. Auf diesem Gebietsstreifen errichtete im Jahr 1763 der Gemeinsmann Wilhelm Hauser aus Altstadt ein Anwesen, aus dem sich die heutige Siedlung Bayerisch Kohlhof entwickelte, die 1833 elf Einwohner und 1880 acht Wohnhäuser zählte.

### Gemeinde Kirkel
Die Gemeinde Kirkel ist anlässlich der Gebietsreform am 1. Januar 1974 aus den bis dahin selbstständigen Gemeinden Kirkel-Neuhäusel, Limbach bei Homburg und Altstadt entstanden. Der Bayerische Kohlhof, welcher zur Gemeinde Limbach bei Homburg gehörte, sowie der ursprünglich zu Kirkel-Neuhäusel gehörende Eschweilerhof wurden jedoch abgetrennt und der Stadt Neunkirchen/Saar zugesprochen. Die Bundesautobahn 6 bildete für die Ortsteile Kirkel-Neuhäusel und Limbach fortan durchgängig die Nordwestgrenze der neuen Gemeinde Kirkel. Lediglich Gemarkungsteile des Ortsteiles Altstadt liegen noch nördlich der Autobahn 6.
Gegen die Abtretung von Bayerisch Kohlhof als auch des Eschweilerhofes hatten die neue Gemeinde Kirkel wie auch die früheren Gemeinden Kirkel-Neuhäusel bzw. Limbach beim Verfassungsgerichtshof des Saarlandes Verfassungsbeschwerde eingelegt. Diese wurde jedoch durch das Urteil vom 17. November 1975 verworfen. Nachdem die Regierung des Saarlandes im Jahr 1979 angekündigt hatte, die strittigen Neugliederungsmaßnahmen noch einmal überprüfen zu wollen, kam es im Februar 1980 zu großen Bemühungen der Gemeinde Kirkel, die abgetretenen Gebiete zurückzugewinnen. Die Stadt Neunkirchen war zu Verhandlungen nicht bereit. Am 10. Mai 1983 erließ die Regierung des Saarlandes eine Rechtsverordnung zur Umgliederung der bewohnten Teile des Bayerischen Kohlhofes in die Gemeinde Kirkel. Die Stadt Neunkirchen ging dagegen gerichtlich vor und bekam am 30. Januar 1984 Recht; denn der Verfassungsgerichtshof gab der Klage statt. Somit verblieb das strittige Gebiet bei Neunkirchen. Schließlich erließ der Landtag des Saarlandes am 23. Januar 1985 ein Gesetz, mit dem die bewohnten Teile der Siedlung Bayerischer Kohlhof mit Wirkung vom 1. April 1985 endgültig der Gemeinde Kirkel zugesprochen wurden. Das Gebiet kam zum Ortsteil Limbach.